# Янминшань (национальный парк)
Янминшань (кит. 陽明山國家公園) — это один из девяти национальных парков Тайваня, расположенный на территории городов Тайбэй и Новый Тайбэй. Парк известен своими цветущими сакурами, горячими источниками, месторождениями серы, фумаролами, ядовитыми змеями и туристическими тропами. На его территории находится самый высокий на Тайване спящий вулкан — гора Цисин, высота которой составляет 1120 метров.

## История
Во времена династии Цин этот горный массив был известен как «Травяная гора». В то время чиновники опасались, что воры будут красть серу из богатых месторождений в этом районе, и поэтому регулярно поджигали гору. В результате на её склонах осталась только трава, а деревья были уничтожены.
27 декабря 1937 года, в период японского правления, на Тайване был основан первый национальный парк — Травяная гора. Это был один из трёх национальных парков, созданных генерал-губернатором Тайваня Сэйдзо Кобаяси.
В 1950 году президент Чан Кайши переименовал Травяную гору в Янминшань в память о выдающемся ученом Ван Янмине из династии Мин. В 1962 году Бюро общественных работ провинции Тайвань приступило к планированию национального парка Янминшань. Первоначальная площадь парка составляла 28 400 гектаров и включала гору Кван-ин и вулканическую группу Датун.

## Ландшафт и геология
В отличие от большинства национальных парков, Янминшань находится на относительно небольшой высоте — от 200 до 1120 метров. На его территории расположено множество живописных ландшафтов: горные хребты, долины, озёра и водопады. Большая часть геологии этого района представлена андезитовыми породами..

## Памятники истории и культуры
- Университет китайской культуры.
- Тайбэйская Европейская школа.
- Дом и могила знаменитого писателя Линь Юйтана.

## Галерея

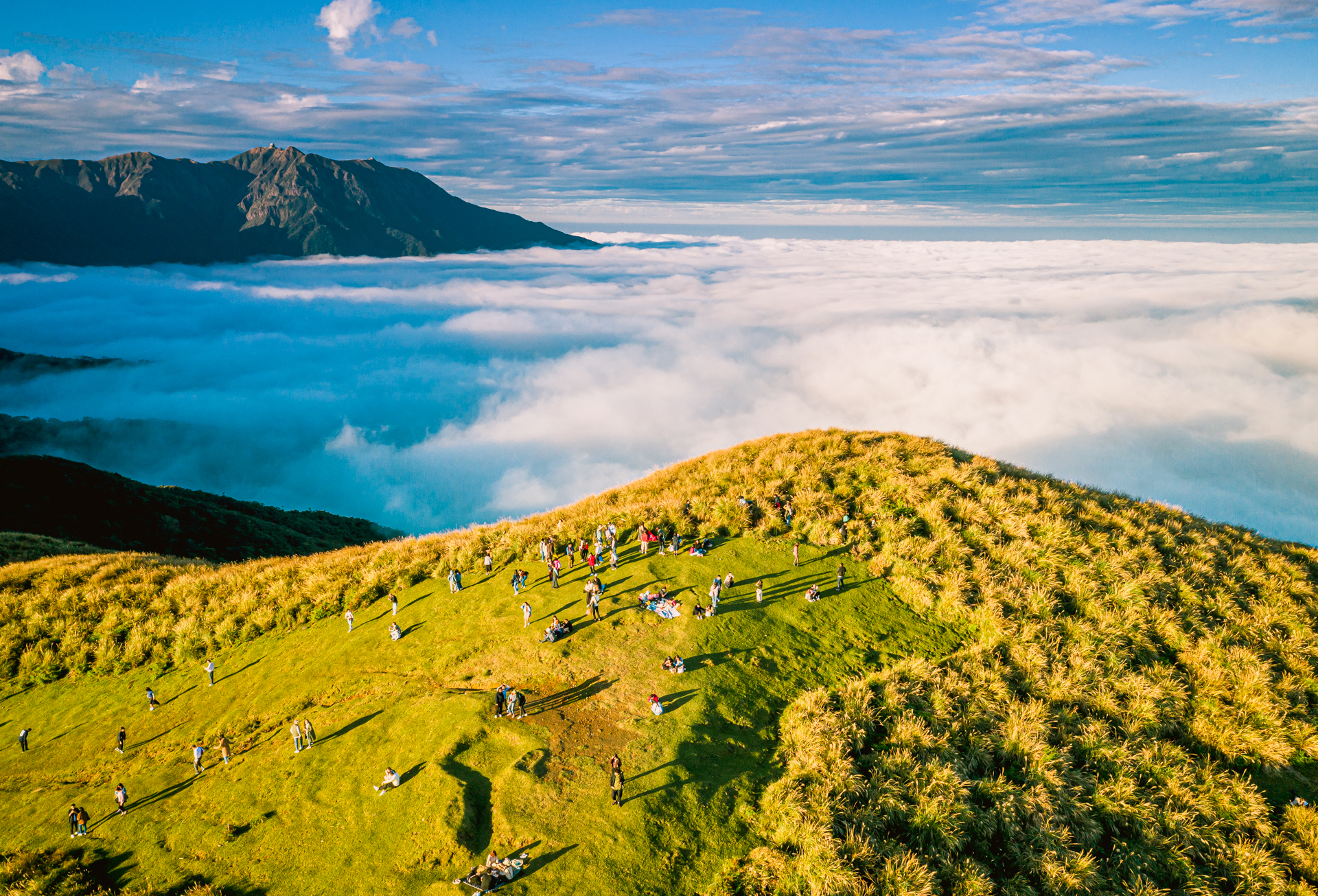
Луга Цинтянган
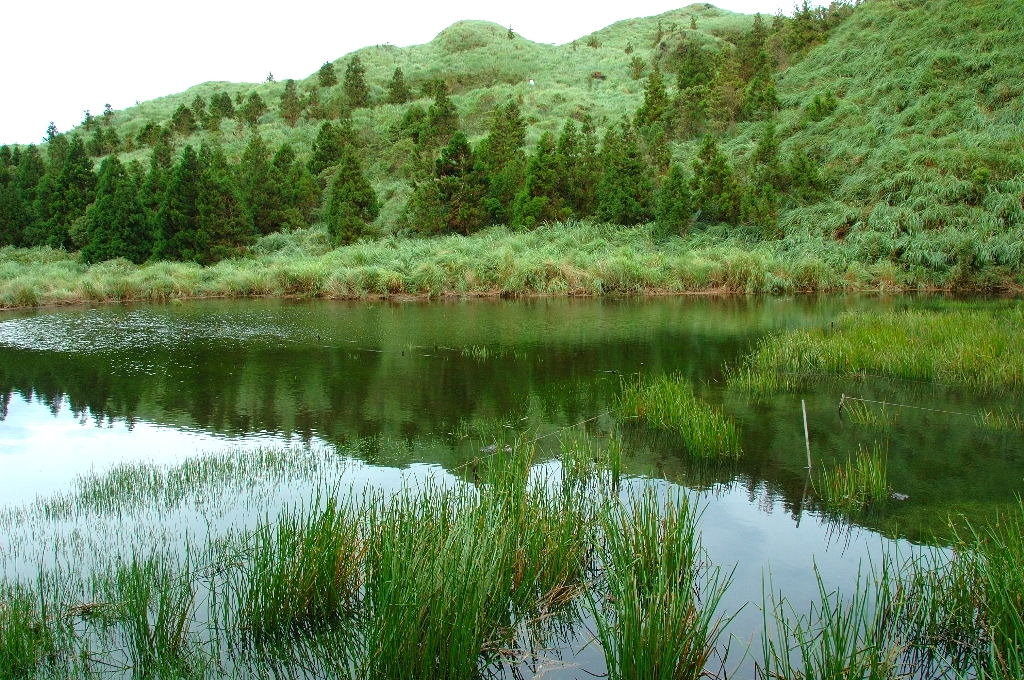
Озеро
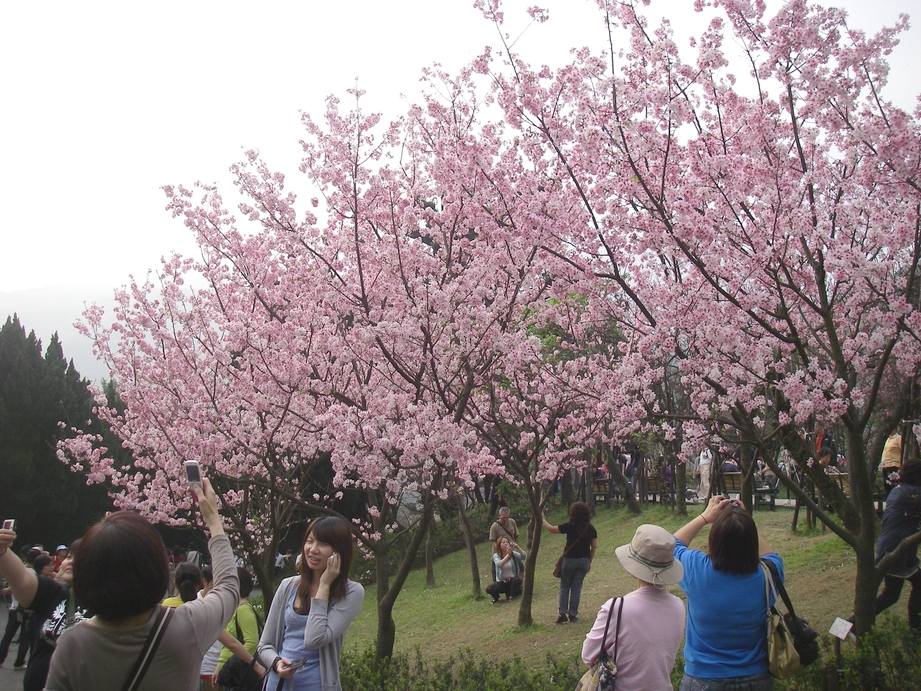
Цветение вишни
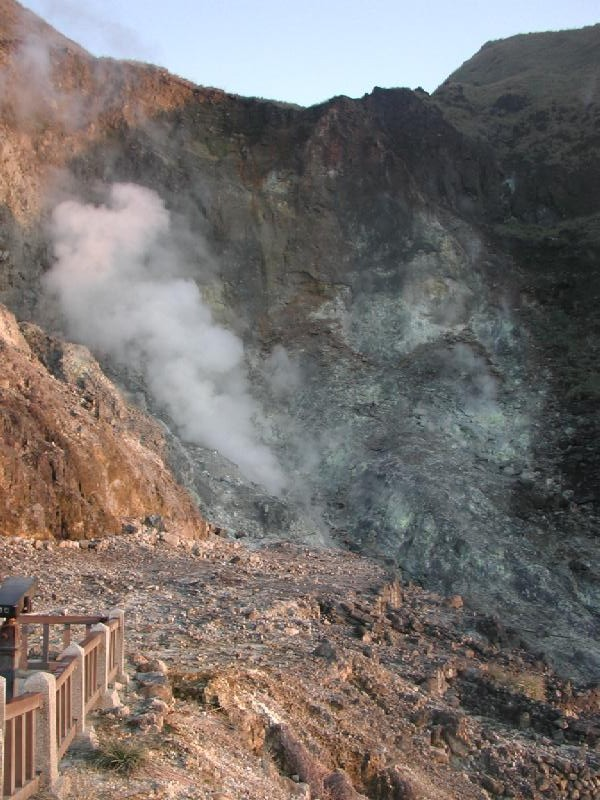
Гора Семи звезд
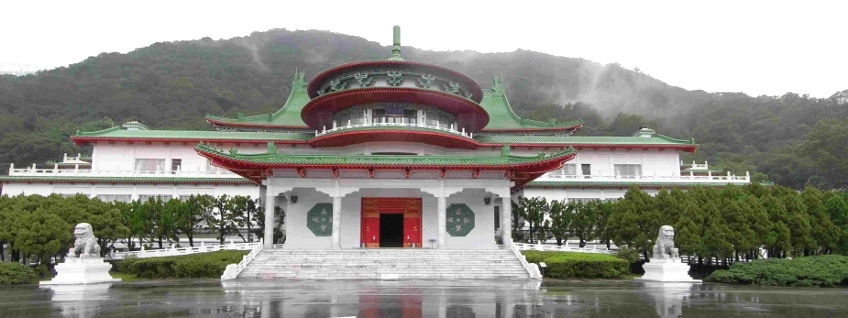
Здание Чанг-Шан
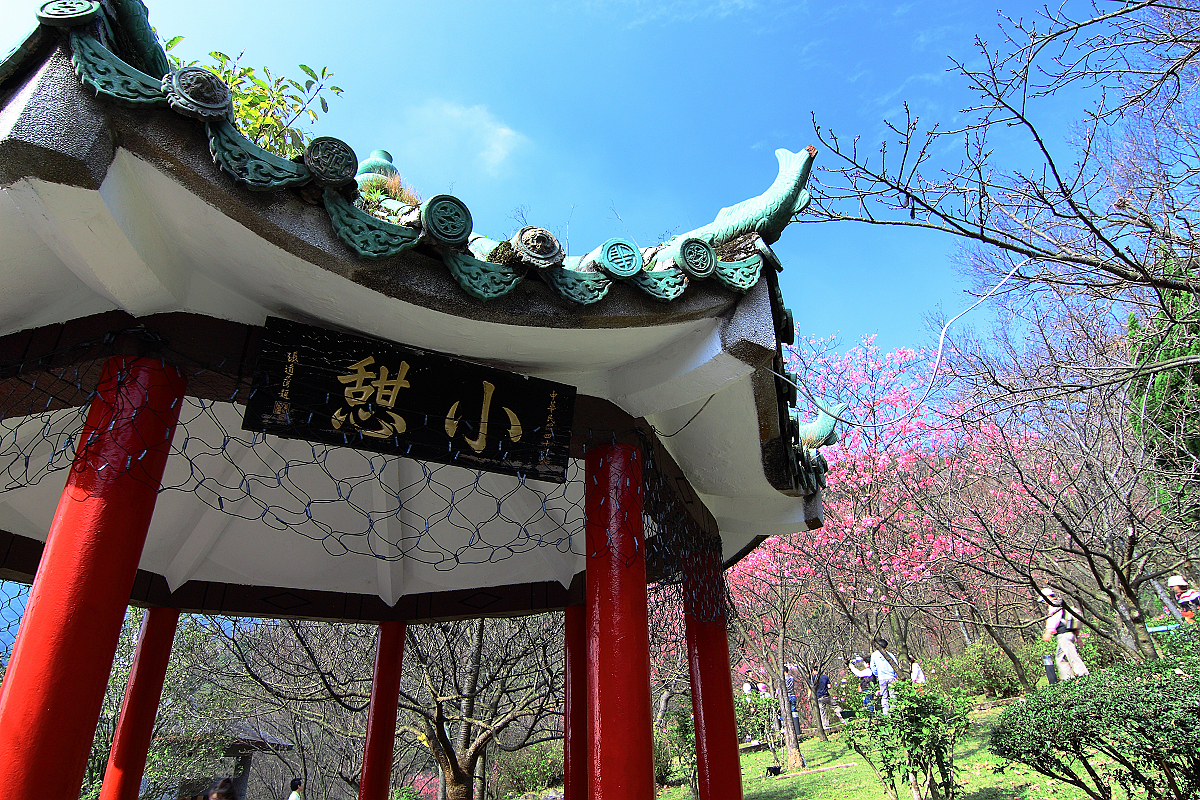
Китайская беседка и цветущая вишня
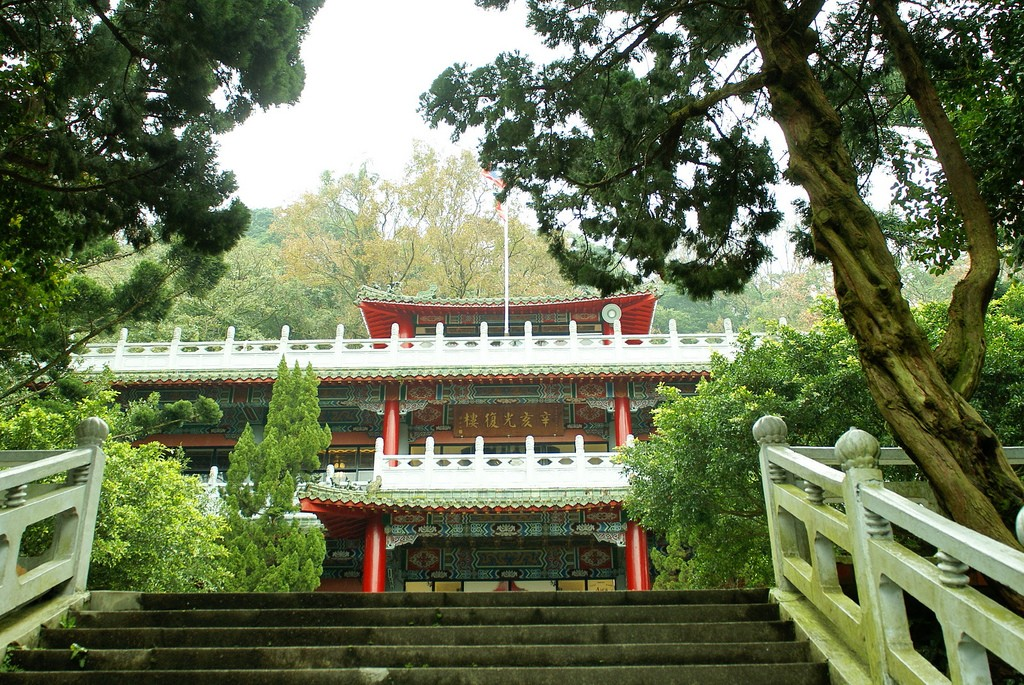
Здание Гуанфу
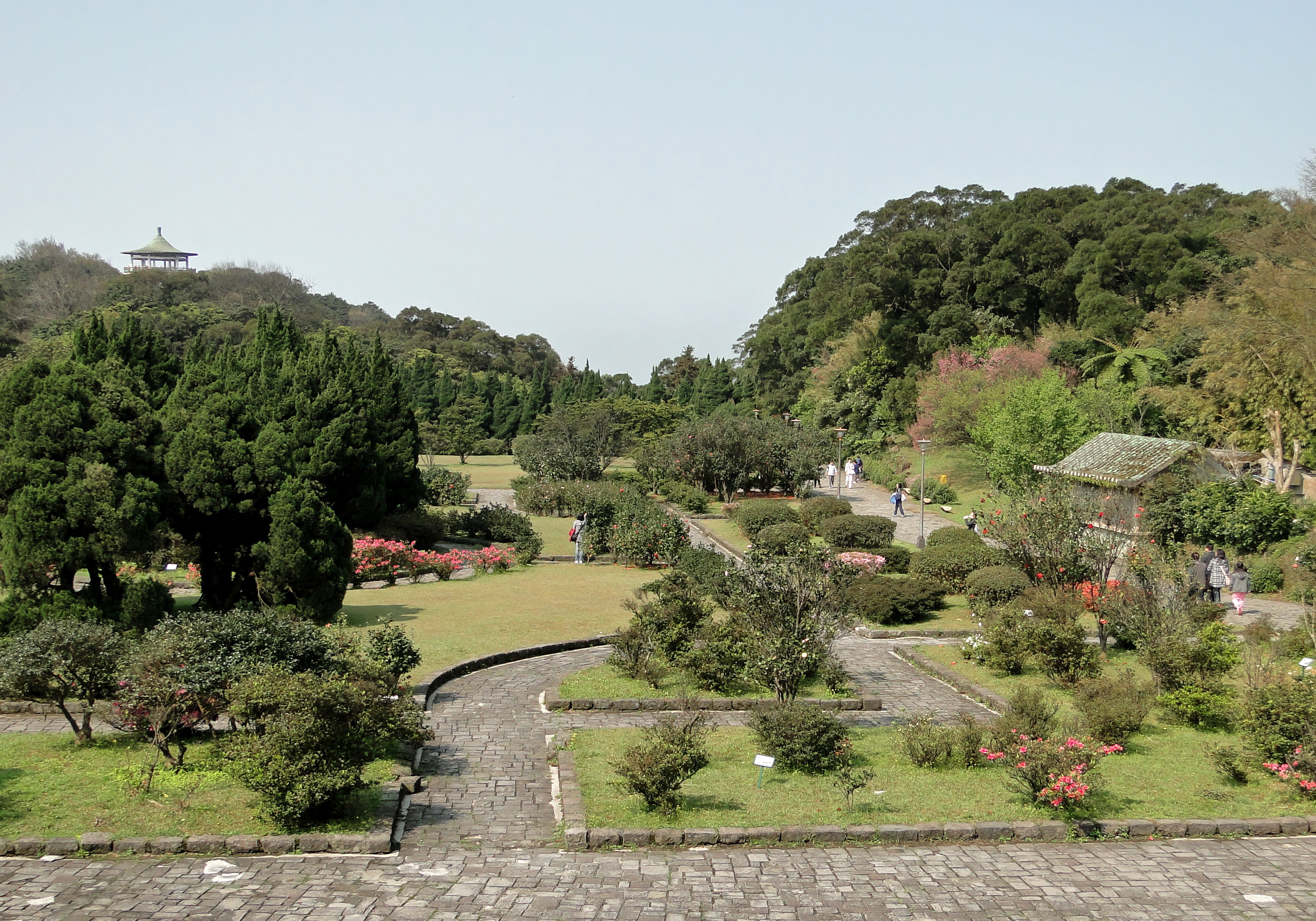
Мини парк рядом с входом в нац. парк
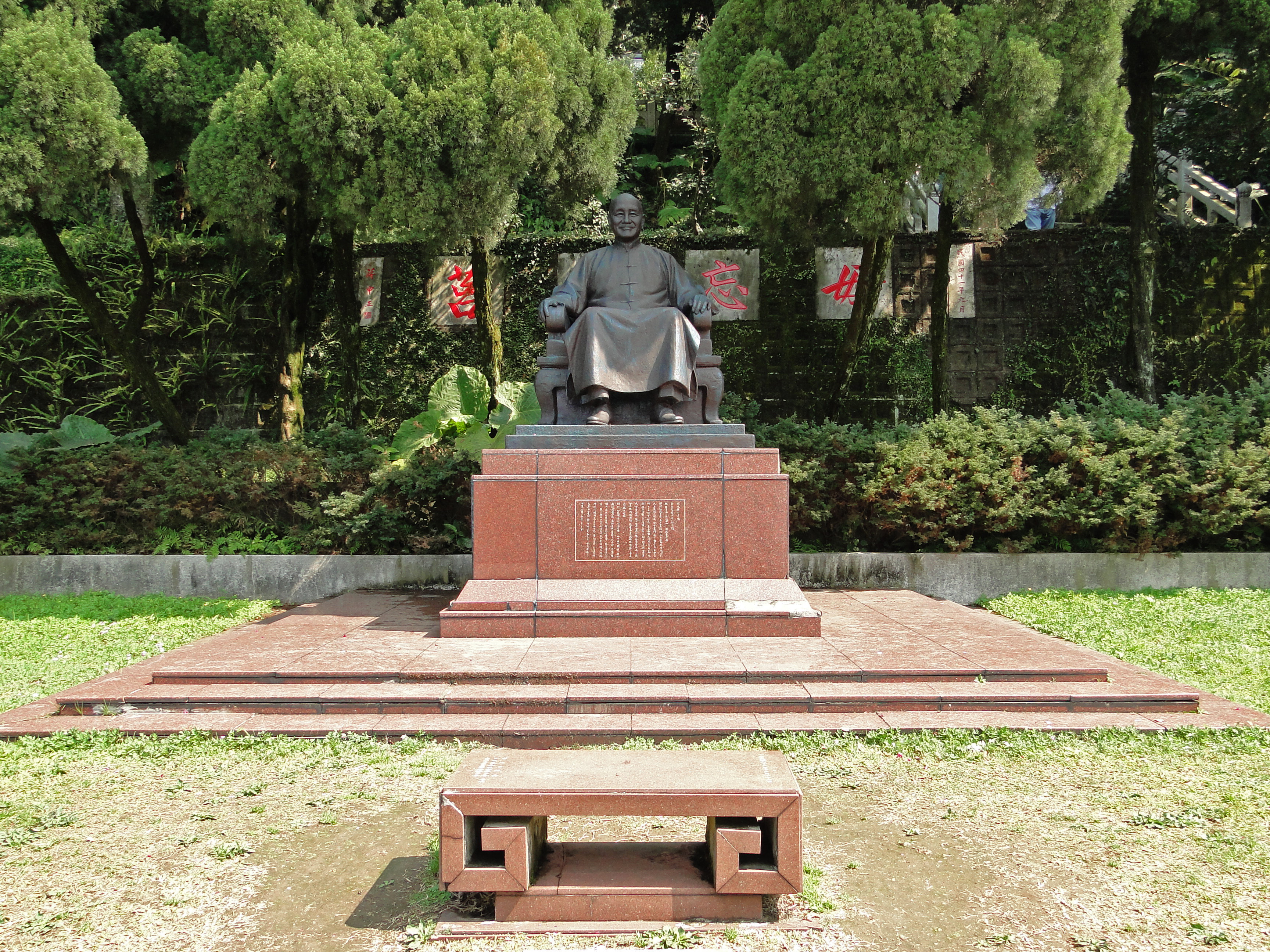
Статуя Чан Кайши в парке.
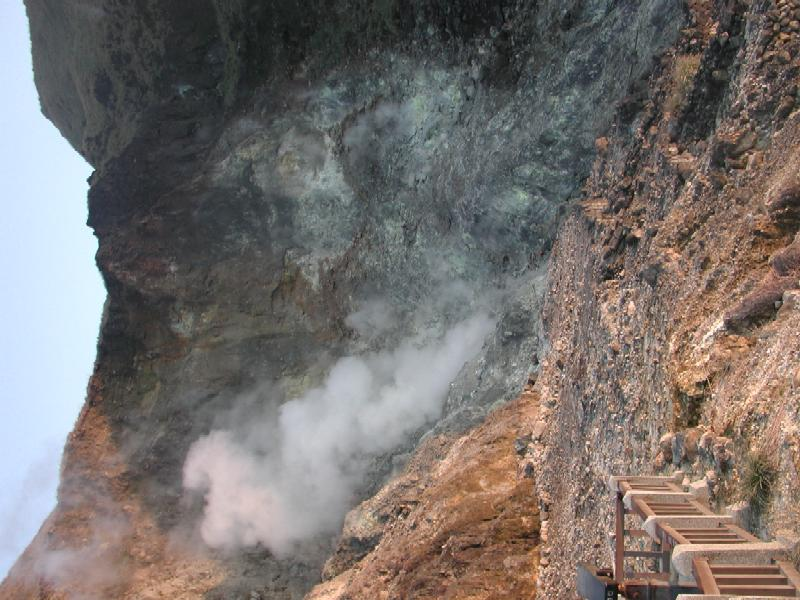
Горячие источники Янминшань